# Тима
Ти́ма (Те́ма) — город и центр района в губернаторстве Сохаг в Египте. Находится в северной части губернаторства, в 47 км к северу от Сохага и в 41 км к югу от Асьюта, на левом берегу Нила. Население города 67 443 человек (2006). К району, центром которого является Тима, относятся 36 деревень.
Соседняя деревня Ком-Ашкау во времена фараонов была важным центром, здесь располагалась столица восьмой династии.